# Вилле-сюр-Тий
Вилле́-сюр-Тий (фр. Villey-sur-Tille) — коммуна во Франции, находится в регионе Бургундия. Департамент коммуны — Кот-д’Ор. Входит в состав кантона И-сюр-Тий. Округ коммуны — Дижон.
Код INSEE коммуны — 21702.

## Население
Население коммуны на 2010 год составляло 296 человек.
| 1962 | 1968 | 1975 | 1982 | 1990 | 1999 | 2010 |
| ---- | ---- | ---- | ---- | ---- | ---- | ---- |
| 229  | 220  | 168  | 194  | 259  | 278  | 296  |

## Экономика
В 2010 году среди 198 человек трудоспособного возраста (15—64 лет) 142 были экономически активными, 56 — неактивными (показатель активности — 71,7 %, в 1999 году было 70,9 %). Из 142 активных жителей работали 135 человек (70 мужчин и 65 женщин), безработных было 7 (0 мужчин и 7 женщин). Среди 56 неактивных 17 человек были учениками или студентами, 27 — пенсионерами, 12 были неактивными по другим причинам.